# Charles Mehan
Charles Thomas Mehan (Nogales, 15 mei 1896 - Boulder Creek, 11 augustus 1972) was een Amerikaans rugbyspeler.

## Carrière
Tijdens de Olympische Zomerspelen 1920 werd hij met de Amerikaanse ploeg olympisch kampioen. Tijdens de Olympische Zomerspelen 1924 was hij als reserve aanwezig.

## Erelijst

### Met Verenigde Staten
- Olympische Zomerspelen:  1920